# Pesaro (famiglia)

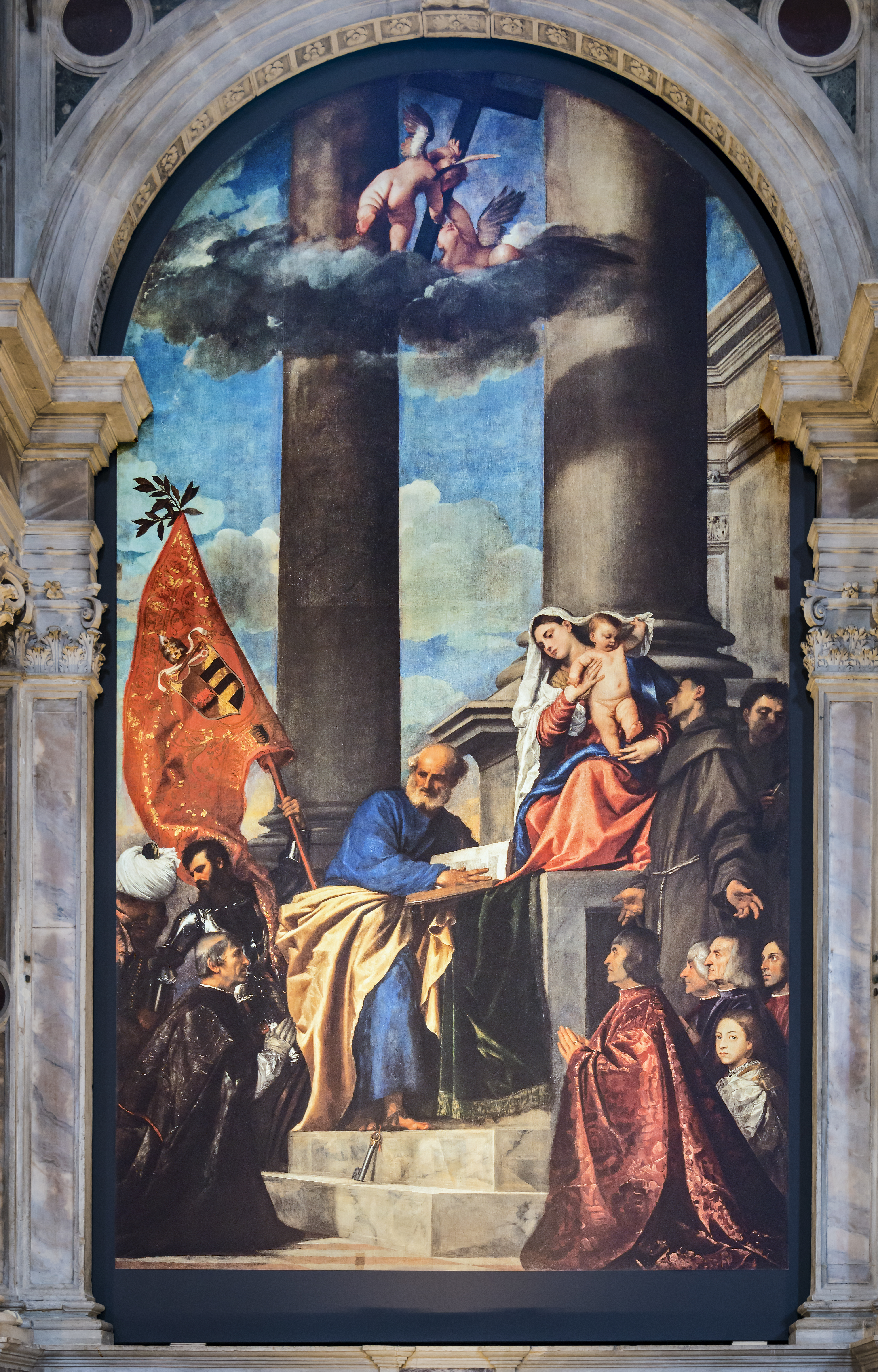
Tiziano, Pala Pesaro (1519-1521), Basilica di Santa Maria Gloriosa dei Frari, Venezia.

I Pesaro furono una famiglia patrizia veneziana, annoverata fra le cosiddette Case Nuove. Nella seconda metà del secolo XVII diedero alla Repubblica un doge, Giovanni Pesaro.

## Storia
Le origini di questa famiglia, presente a Venezia almeno dagli inizi del XIII secolo, risalgono molto probabilmente all'omonima città medio-adriatica o, secondo un'altra teoria genealogica, alla famiglia Palmieri di Fano, città limitrofa a Pesaro e trasferitasi a Venezia da il 1221 e il 1237. La storia di entrambe le città marchigiane è legata ai domini delle famiglie Montefeltro e Malatesta.
I Pesaro furono tra le casate comprese nella Serrata del Maggior Consiglio del 1297. Numerosi furono i membri illustri, tra i quali ammiragli, magistrati, alti prelati e letterati. Al nome dei Pesaro è legata una celebre pala d'altare dipinta dal Tiziano e attualmente conservata presso la basilica di Santa Maria Gloriosa dei Frari: la Pala Pesaro.

## Membri illustri
- Jacopo Pesaro (1464-1547), vescovo di Pafo;[1]
- Giovanni Pesaro (1589-1659), doge veneziano;[1]
- Pietro Pesaro, ambasciatore della Serenissima a Roma nel 1796;[5][6]
- Leonardo Pesaro, (?-1796), figlio di Pietro, il cui monumento funebre fu realizzato da Antonio Canova.[7]

## Luoghi e architetture
- Ca' Pesaro, a Santa Croce;
- Ca' Pesaro Facchinetti Vettoretto, a Maser;[8]
- Palazzo Pesaro Papafava, a Cannaregio;
- Palazzo Giustinian Pesaro, a Cannaregio;
- Palazzo Fortuny, a San Marco.

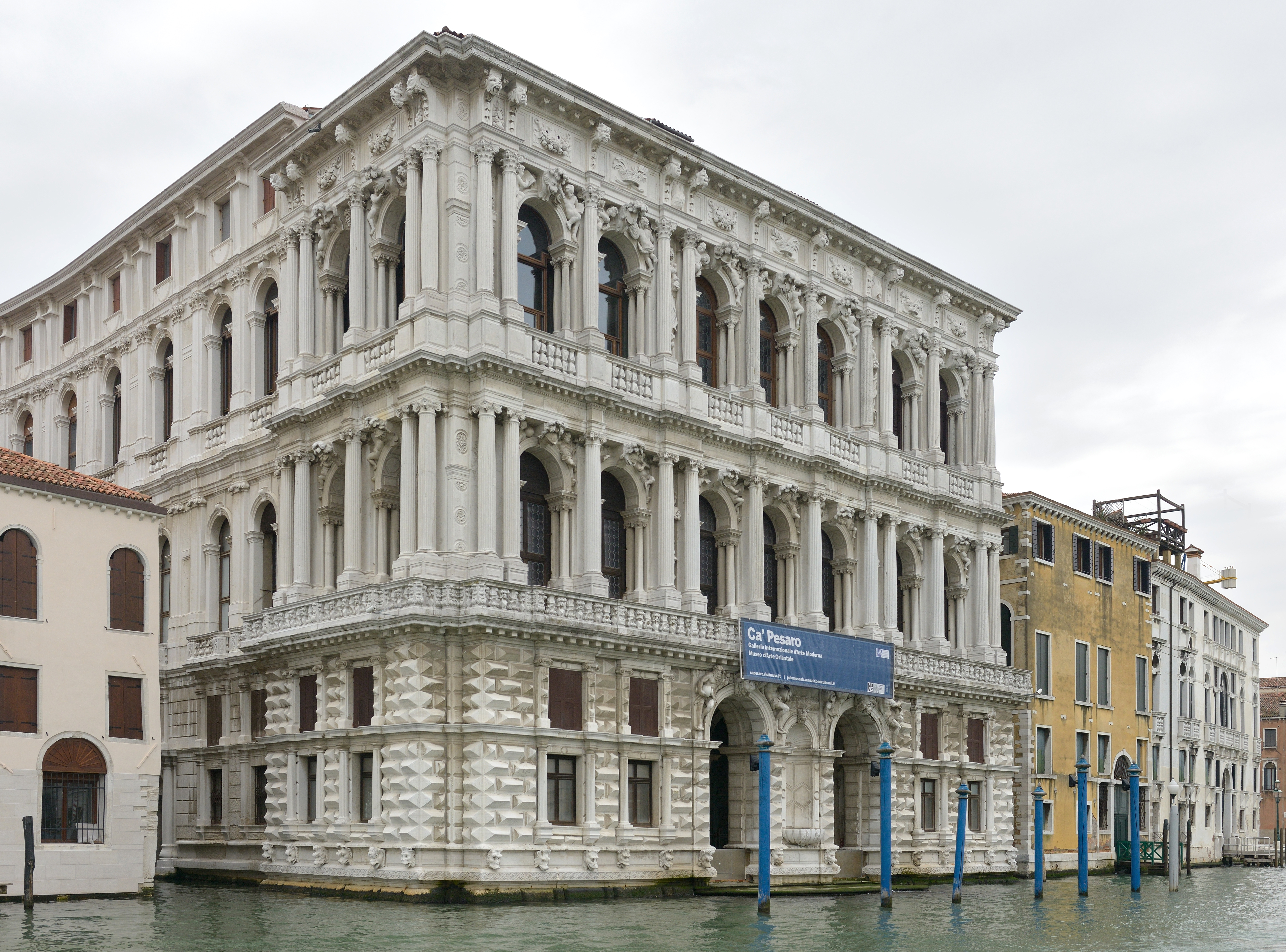
Ca' Pesaro
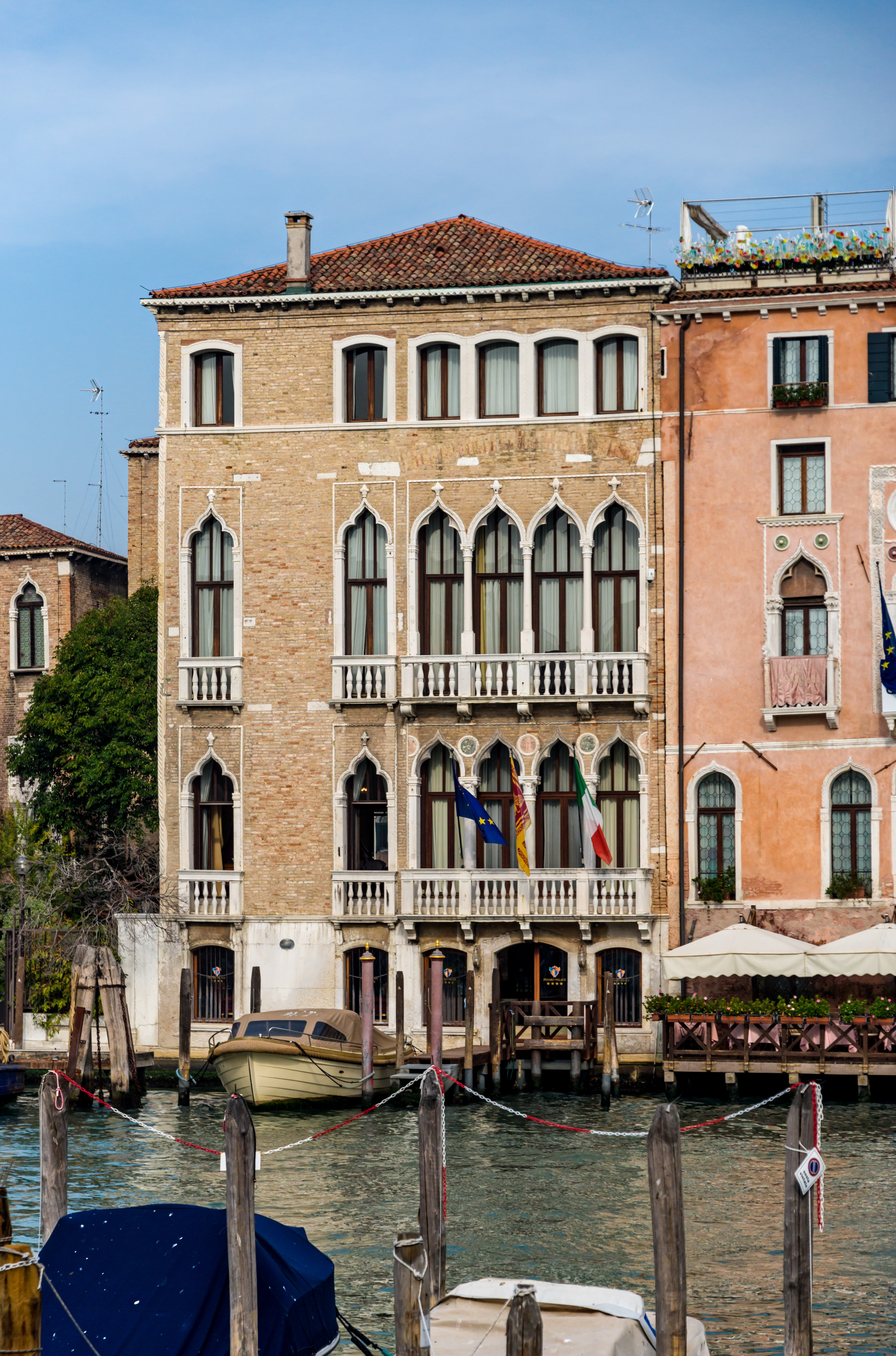
Palazzo Giustinian Pesaro
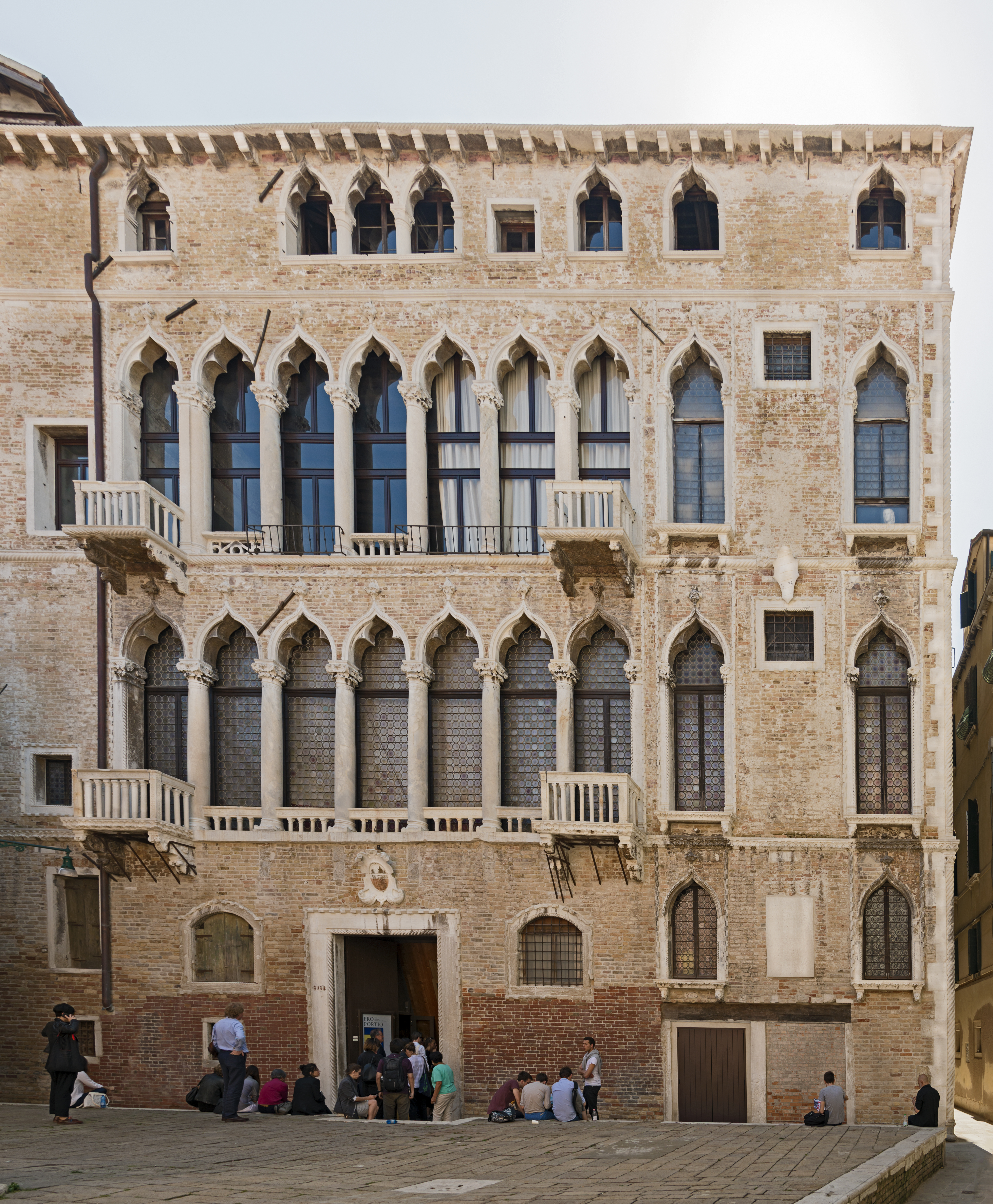
Palazzo Pesaro degli Orfei
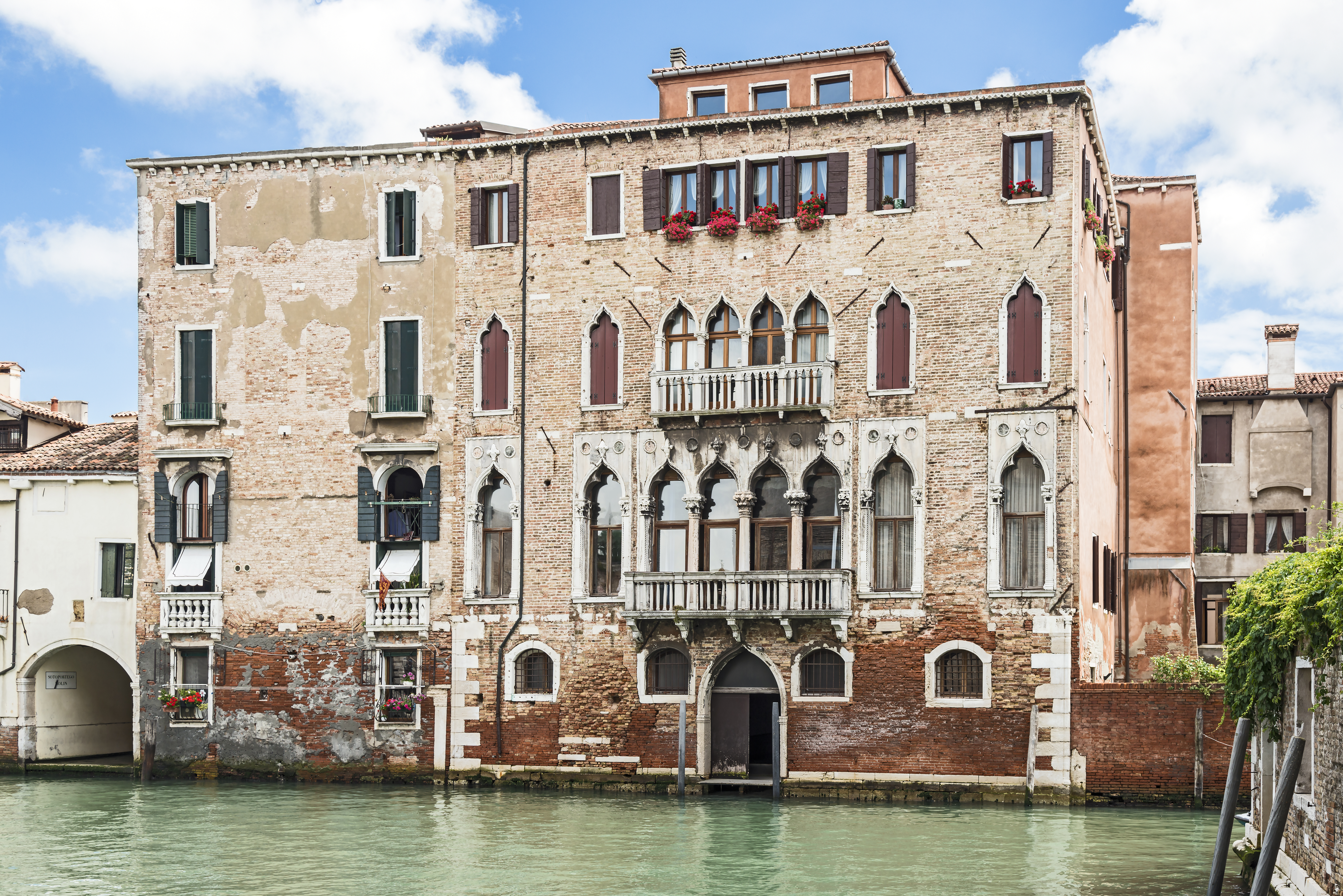
Palazzo Pesaro Papafava

## Committenza artistica
- Tiziano
  - Jacopo Pesaro presentato a san Pietro da papa Alessandro VI
  - Pala Pesaro
- Lorenzo Lotto
  - Ritratto di gentildonna nelle vesti di Lucrezia